# Alceste (Gluck)
Alceste è un'opera lirica di Christoph Willibald Gluck. Il libretto di Ranieri de' Calzabigi, in lingua italiana, fu tratto dall'Alcesti di Euripide.
Seconda opera della riforma gluckiana dopo Orfeo ed Euridice e prima di Paride ed Elena, fu rappresentata per la prima volta senza successo al Burgtheater di Vienna il 26 dicembre 1767.
Una versione più breve dell'opera, su libretto francese di Le Bailly du Roullet, venne presentata all'Opéra di Parigi il 23 aprile 1776.
Oggi l'opera viene rappresentata nella versione rivisitata anche se spesso tradotta in italiano. Entrambe le versioni sono in tre atti.

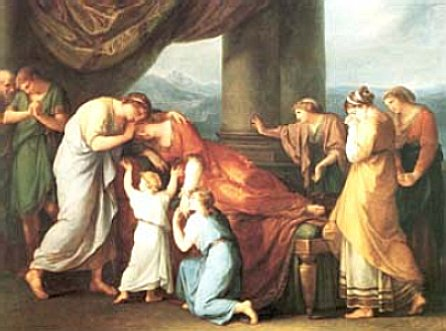
La morte di Alceste di Angelica Kauffmann

## La celebre prefazione
Quando la partitura dell'Alceste fu edita a stampa a Vienna, nel 1769, Gluck vi aggiunse una celebre prefazione in italiano, quasi certamente scritta da Calzabigi, che costituisce il vero e proprio manifesto delle loro idee sulla riforma del teatro d'opera, i cui punti programmatici ricalcano quelli esposti da Francesco Algarotti nel suo Saggio sopra l'opera in musica (1755), ossia:
- nessuna aria col da capo
- nessuno spazio concesso all'improvvisazione e al virtuosismo vocale
- nessun passaggio melismatico prolungato
- prevalenza del canto sillabico per rendere le parole più intelligibili
- poche ripetizioni testuali, anche nelle arie
- attenuazione dello stacco tra recitativo e aria, limitando il numero dei recitativi
- recitativo accompagnato anziché secco
- semplicità melodica
- una sinfonia che deve anticipare i temi musicali che saranno presenti nel corso dell'opera o deve essere comunque connessa per atmosfera generale con l'opera a cui l'ascoltatore sta per assistere.

Nell'Alceste non vi è alcun ruolo di castrato, anche se Gluck tornerà ad utilizzare questo tipo di voce nell'opera successiva, Paride ed Elena (1770), e deciderà addirittura, nello stesso anno, di riscrivere per il sopranista Giuseppe Millico la parte tenorile di Admeto.

### Il testo integrale
Si riporta qui di seguito il testo integrale della prefazione: essa si presenta sotto forma di dedica nei confronti dell'arciduca d'Asburgo e Granduca di Toscana, Pietro Leopoldo.
ALTEZZA REALE!
             Quando presi a far la Musica dell’Alceste mi proposi di spogliarla affatto di tutti quegli abusi, che introdotti o dalla mal intesa vanità dei Cantanti, o dalla troppa compiacenza de’ Maestri, da tanto tempo sfigurano l’Opera italiana, e del più pomposo e più bello di tutti gli spettacoli, ne fanno il più ridiculo, e il più nojoso. Pensai di ristringer la Musica al suo vero ufficio di servire alla Poesia, per l’espressione, e per le situazioni della Favola, senza interromper l’Azione, o raffreddarla con degl’inutili superflui ornamenti, e credei ch’ella far dovesse quel che sopra un ben corretto, e ben disposto disegno la vivacità de’ colori, e il contrasto bene assortito de’ Lumi e dell’ombre, che servono ad animar le figure senza alterarne i contorni. Non ho voluto dunque né arrestare un attore nel maggior caldo del dialogo per aspettare un nojoso ritornello, né fermarlo a mezza parola sopra una vocal favorevole, o a far pompa in un lungo passaggio dell’agilità di sua bella voce, o ad aspettar che l’Orchestra li dia tempo di raccorre il fiato per una cadenza. Non ho creduto di dovere scorrere rapidamente la seconda parte d’un’Aria quantunque forse [sic] la più appassionata, e importante per aver luogo di ripeter regolarmente quattro volte le parole della prima, e finir l’aria dove forse non finisce il senso, per dar comodo al Cantante di far vedere, che può variare in tante guise capricciosamente un passagio; in somma ho cercato di sbandire tutti quegl’abusi contro de’ quali da gran tempo esclamavano in vano il buon senso, e la ragione.
             Ho imaginato che la Sinfonia debba prevenir gli Spettatori dell’azione, che ha da rappresentarsi, e formare, per dir così l’argomento; che il concerto degl’Istrumenti abbia a regolarsi a proporzione degl’interesse, e della passione, e non lasciare quel tagliente divario nel dialogo fra l’aria, e il recitativo, che non tronchi a contrasenso il periodo, né interrompa mal a proposito la forza, e il caldo dell’azione.
             Ho creduto poi che la mia maggior fatica dovesse ridursi a cercare una bella semplicità; ed ho evitato di far pompa di difficoltà in pregiudizio della chiarezza; non ho giudicato pregievole la scoperta di qualche nuovità se non quanto [sic] fosse naturalmente soministrata dalla situazione, e dall’espressione; e non v’è regola d’ordine ch’io non abbia creduto doversi di buona voglia sacrificare in grazia dell’effetto. ||
             Ecco i miei principj. Per buona sorte si prestava a maravigilia [sic] al mio disegno il libretto, in cui il celebre Autore imaginando un nuovo piano per il Drammatico aveva sostituito alle fiorite descrizioni, ai paragoni superflui, e alle sentenziose, e fredde moralità, il linguaggio del cuore, le passioni forti, le situazioni interessanti, e uno spettacolo sempre variato. Il successo ha giustificato le mie massime, e l’universale approvazione in una Città così illuminata, ha fatto chiaramente vedere, che la semplicità, la verità, e la naturalezza sono i gran principj del bello in tutte le produzioni dell’arte.
             Con tuto [sic] questo, malgrado le replicate istanze di persone le più rispettabili per determinarmi di publicare con le stampe questa mia opera, ho sentito tuto [sic] il rischio che si corre a combattere dei pregiudizj così ampiamente, e così profondamente radicati, e mi son veduto in necessità di premunirmi del patrocinio potentissimo di VOSTRA ALTEZZA REALE implorando la grazia di prefiggere a questa mia opera il suo Augusto Nome, che con tanta ragione riunisce i suffragj dell’Europa illuminata. Il gran Protettore delle bell’arti, che Regna sopra una nazione, che ha la gloria di averle fatte risorgere dalla universale opressione, e di produrre in ogn’una i più gran modelli, in una Città ch’è stata sempre la prima a scuotere il giogo de’ pregiudizj volgari per farsi strada alla perfezione, può solo intraprendere la riforma di questo nobile Spettacolo in cui tutte le arti belle hanno tanta parte. Quando questo succeda resterà a me la gloria d’aver mossa la prima pietra, e questa publica testimonianza della sua alta Protezione al favor della Quale ho l’onore di dichiararmi con il più umile ossequio.
   Di V. A. R.
   Umilmo.Devmo.Obbligmo.Servitore
   CHRISTOFORO GLUCK.

[NB: questa trascrizione, in cui s'è modernizzata la sola accentuazione, è stata condotta sulla partitura pubblicata a Vienna da Johann Thomas Trattnern nel 1769, e sostituisce quella, ampiamente parafrasata, che segue.]

« Altezza Reale, quando mi accinsi a scrivere la musica per Alceste, risolsi di rinunziare a tutti quegli abusi, dovuti od a una malintesa vanità dei cantanti od a una troppo docile remissività dei compositori, che hanno per troppo tempo deformato l'opera italiana e reso ridicolo e seccante quello che era il più splendido degli spettacoli. Mi sono sforzato di ricondurre la musica al suo vero compito di servire la poesia per mezzo della sua espressione, e di seguire le situazioni dell'intreccio, senza interrompere l'azione o soffocarla sotto inutile superfluità di ornamenti. Ritenni che ciò si poteva realizzare nello stesso modo in cui i colori violenti influenzano un disegno corretto e armonicamente disposto con un contrasto ben assortito di luce e di ombra, il quale vale ad animare le figure senza alterarne i contorni. Così mi guardai dal fermare un attore nella più grande foga di un dialogo per cedere il posto ad un seccante ritornello; né mi compiacqui prolungare la sua voce nel bel mezzo di una parola unicamente per sfruttare una vocale favorevole alla sua gola; non mi lasciai indurre a mettere in mostra la sua agilità di canto con un passaggio tirato in lungo; né mai volli imporre una pausa all'orchestra affine di permettere al cantante di accumulare il respiro per una cadenza. Non mi permisi di trascurare la seconda parte di un'aria le cui parole sono forse le più appassionate ed importanti, affine di ripetere, secondo la regola, quattro volte quelle della prima parte o di finire un'aria quando il testo non risulta ancora concluso allo scopo di indulgere al cantante che desidera sfoggiare quanto capricciosamente sa variare il passaggio in diverse guise. In breve, ho cercato di abolire tutti gli abusi contro i quali buon senso e ragione hanno fin qui protestato invano. Ho ritenuto che la overtura doveva apprendere allo spettatore la natura dell'azione drammatica e condensare, per così dire, la sua trama; che gli strumenti concertati dovevano essere introdotti proporzionalmente all'interesse ed alla intensità delle parole e non creare stridente contrasto tra l'aria e il recitativo; che non si doveva spezzare irragionevolmente un periodo né sconsideratamente intaccare la forza ed il calore dell'azione. Inoltre volli che la mia più grande attenzione fosse diretta alla ricerca di una bella semplicità, ed ho evitato di fare sfoggio di difficoltà a scapito della chiarezza; né mi parve lodevole di andare alla ricerca del nuovo quando ciò non fosse suggerito dalla situazione e dalla espressione, e non vi è regola che io non abbia messo spregiudicatamente da parte per lo scopo di raggiungere un logico effetto. Tali sono i miei principii. Per buona fortuna le mie concezioni furono meravigliosamente realizzate dal libretto nel quale il celebre autore, mirando ad un nuovo schema drammatico, ha sostituito alle descrizioni ridondanti, ai paragoni sforzati e pedanti la rigida moralità, il linguaggio accorato, le forti passioni, le situazioni interessanti ed uno spettacolo senza fine variato. Il successo del lavoro ha giustificato le mie massime e l'approvazione concorde di una città così illuminata ha chiaramente consacrato che semplicità, verità e naturalezza sono i supremi principii estetici in tutte le manifestazioni artistiche. Per tutto ciò, benché parecchie persone insistessero perché io mi decidessi a dare alle stampe questa mia opera, io non mi nascondevo il pericolo di attaccare così decisamente e profondamente i pregiudizi radicati. Volli perciò rafforzarmi con la potentissima protezione di Vostra Altezza Reale il cui nome augusto, che raccoglie gli omaggi dell'Europa colta, prego mi concediate di mettere come intestazione. Il grande protettore delle arti belle il quale regna su di una nazione che ebbe la gloria di farle nuovamente sorgere dalla universale oppressione e che ne ha dati sublimi esemplari, in una città che fu sempre la prima a scuotere il giogo dei pregiudizi volgari ed a preparare la via alla perfezione, può lui solo intraprendere la riforma di quel nobile spettacolo nel quale tutte le arti belle hanno un compito così importante. Se ciò riuscirà, la gloria di avere rimosso la prima pietra (della vecchia costruzione) toccherà a me, e con questa pubblica testimonianza dell'appoggio concessomi da Vostra Altezza Reale ho l'onore di sottoscrivermi con umilissimo rispetto, di Vostra Altezza Reale umilissimo, devotissimo e obbligatissimo servo Cristoforo Gluck ».

## La trama (versione francese)

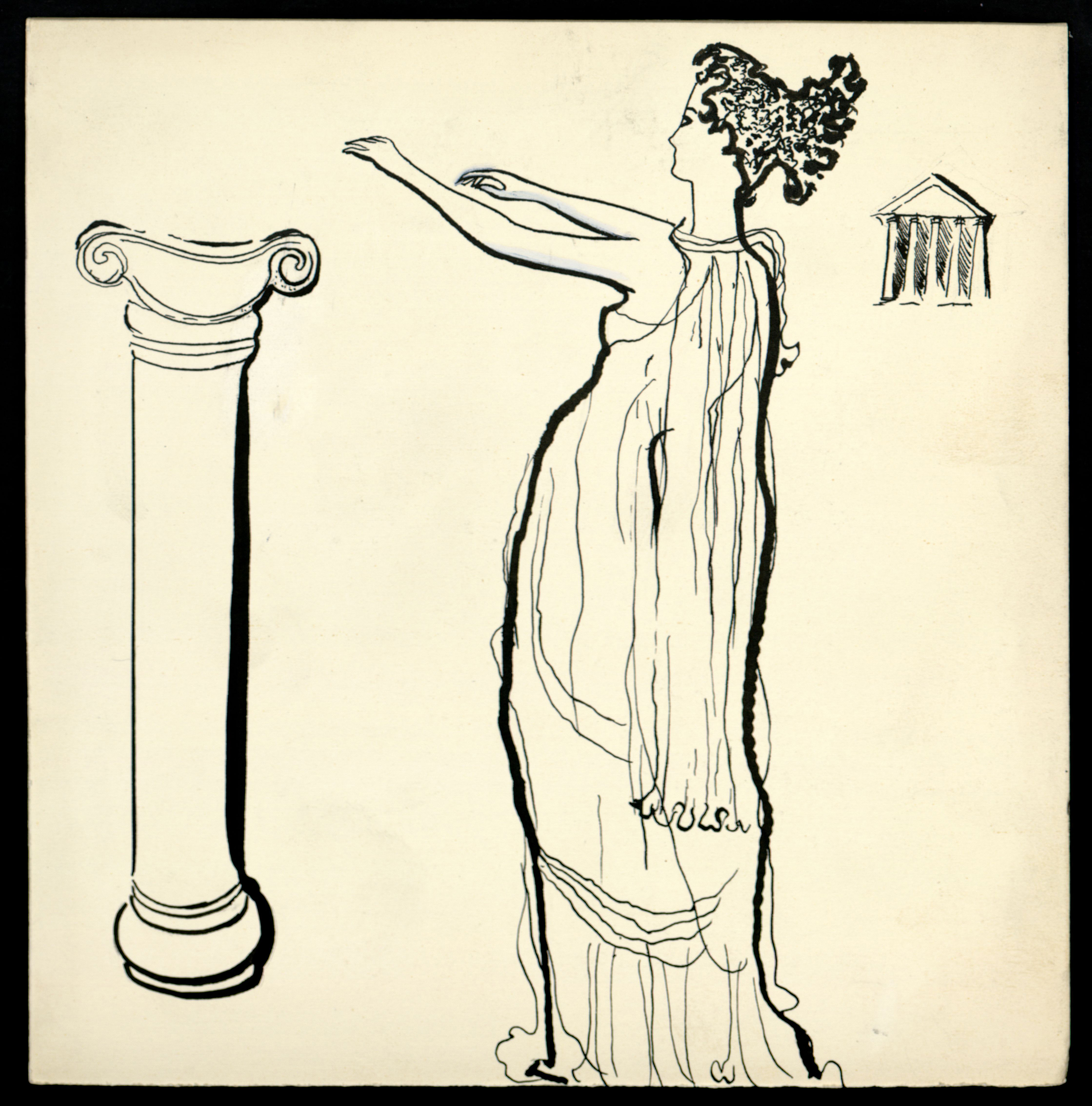
Disegno per copertina di libretto, disegno per Alceste (s.d.). Archivio Storico Ricordi

Admeto, re di Fera in Tessaglia, sta morendo. La moglie Alceste, i loro due figli - Eumelo ed Aspasia - e tutto il popolo sono angosciati. Alceste, nella foresta, prega gli dei dell'Oltretomba che lo lascino vivere. Apollo le risponde che il re morirà quello stesso giorno, a meno che qualcuno non decida di sacrificarsi al suo posto. Alceste si offre ed Apollo accetta lo scambio.
Admeto è subito risanato, senza sapere il motivo della sua miracolosa guarigione. Il re cerca invano la sua sposa, ma nessuno gli sa dire dove essa sia. Non trovando risposta, alfine Admeto intuisce che Alceste si è sacrificata per lui e, disperato, la vuole seguire nell'Ade. Interviene allora Ercole, suo vecchio amico e sodale, che promette di salvare la regina.
Ercole segue Alceste nella discesa nell'Ade e impedisce che Thanatos, il dio della morte, la ghermisca. Apollo, toccato dall'eroismo di Ercole, concede ad Alceste di tornare a riunirsi con Admeto.

## Personaggi ed interpreti
- Edizione originale (in italiano): Vienna 1767

| personaggi                                                                           | tipologia vocale       | interpreti                            |
| ------------------------------------------------------------------------------------ | ---------------------- | ------------------------------------- |
| Admeto, re di Fera in Tessaglia                                                      | tenore                 | Giuseppe Tibaldi                      |
| Alceste, sua sposa                                                                   | soprano                | Antonia Bernasconi                    |
| Eumelo e Aspasia, loro figli                                                         | soprani (voci bianche) | [ruoli tagliati nella prima assoluta] |
| Evandro, confidente di Admeto                                                        | tenore                 | Antonio Pulini                        |
| Ismene, confidente di Alceste                                                        | soprano                | Teresa Eberardi                       |
| Gran sacerdote di Apollo                                                             | basso o baritono       | Filippo Laschi                        |
| Apollo                                                                               | basso o baritono       | Filippo Laschi                        |
| Oracolo                                                                              | basso                  | Domenico Poggi                        |
| Un banditore                                                                         | basso                  | Domenico Poggi                        |
| Un nume infernale                                                                    | basso                  | Domenico Poggi                        |
| Cori: cortigiani, cittadini, damigelle d'Alceste, sacerdoti d'Apollo, numi infernali |                        |                                       |

- Edizione rivista (in francese): Parigi 1776

| personaggi                                                                    | tipologia vocale | interpreti          |
| ----------------------------------------------------------------------------- | ---------------- | ------------------- |
| Admète, re di Tessaglia                                                       | tenore           | Joseph Legros       |
| Alceste, sposa di Admète                                                      | soprano          | Rosalie Levasseur   |
| I loro due figli                                                              | personaggi muti  |                     |
| Apollon, protettore del casato di Admeto                                      | baritono         | M. Moreau           |
| Evandre, uno dei capi del popolo di Fere                                      | tenore           | M. Tirot (o Thirot) |
| Un gran sacerdote di Apollon                                                  | basso            | Nicolas Gélin       |
| Un dio infernale                                                              | basso            | M. De La Suze       |
| Hercule                                                                       | basso            | Henri Larrivée      |
| Un oracolo                                                                    | basso            |                     |
| Un araldo d'armi                                                              | basso            |                     |
| Cori: guardie di palazzo, donne di Alceste, divinità infernali, gente di Fere |                  |                     |

## Riprese moderne
Maria Callas ha interpretato Alceste al Teatro alla Scala di Milano nel 1954.
Il Metropolitan Opera di New York ha allestito l'opera in tre differenti stagioni, per un totale di diciotto recite. La prima rappresentazione ebbe luogo il 24 gennaio 1941, con Marjorie Lawrence nei panni della protagonista.

## Registrazioni
- Arnold Östman, Drottningholm Theatre Chorus and Orchestra, Teresa Ringholz, Justin Lavender, Jonas Degerfeldt, Miriam Treichl, Naxos 1999 (versione di Vienna).
- John Eliot Gardiner, English Baroque Soloists, Anne Sofie von Otter, Paul Groves, Dietrich Henschel, Yann Beuron, Monteverdi Choir, Philips 2002 (versione di Parigi).
- Carlo Maria Giulini, Orchestra e Coro del Teatro alla Scala di Milano, Maria Callas, Renato Gavarini, Paolo Silveri, Rolando Panerai, Silvio Maionica, Giuseppe Zampieri, Enrico Campi, Nicola Zaccaria, riedizione Warner Classics 2017 (versione di Vienna - registrazione live, Teatro alla Scala di Milano, 4 aprile 1954).